# Eduard von Capelle
Eduard von Capelle (1855. október 10. – 1931. február 23.) német tengerésztiszt, tengernagy, Alfred von Tirpitz admirális távozása után a Német Császári Haditengerészet (Kaiserliche Marine) parancsnoka 1918-ig.

## Élete
Eduard von Capelle 1855. október 10-én született. Tengerészi pályát választott. 1876-tól tiszt, majd 1906-ban ellentengernagy, 1909-ben altengernagy és 1913-ban léptették elő admirálissá. Capelle 1891-től dolgozott a Tengerészeti Minisztériumban. Később a Közigazgatási Minisztérium elnöke, ezután pedig a haditengerészet vezetőjének, Alfred von Tirpitz admirálisnak a helyettese. 
Tirpitznek korai támogatója volt, részt vett a Tengerészeti törvények elkészítésében. A politikai pályafutása rövidre sikerült, mert 1915-ben nyugállományba került a betegsége miatt. Viszont 1916-ban amikor Tirpitz admirális leköszönt a Német Császári Haditengerészet éléről, őt hívták a megüresedett helyre. Az ekkori nyilatkozatai azonban nem voltak elég egyértelműek és nem értette meg őt egyik politikai fél sem. Bár a politikai hitelességét aláásták kijelentései, amikor a rákövetkező évben lemondását kérte, a császár még rávette a parlament jelentős részét, hogy ne fogadják el ezt, mivel II. Vilmos német császár attól tartott, hogy Capelle lemondása után esetleg újra visszatérhet Tirpitz a posztra. Ennek ellenére Capelle politikai csillaga leáldozóban volt, egyre csökkent a befolyása és emiatt létrehozta a Haditengerészeti főparancsnokságot, aminek az élére 1918-ban Reinhard Scheer tengernagyot nevezte ki. Capelle még ez év januárjában megkapta személyesen a császártól a Pour le Mérite érdemrendet tevékenységéért. Az admirális 1931-ben halt meg.